# Hurdy-Gurdy-Girls

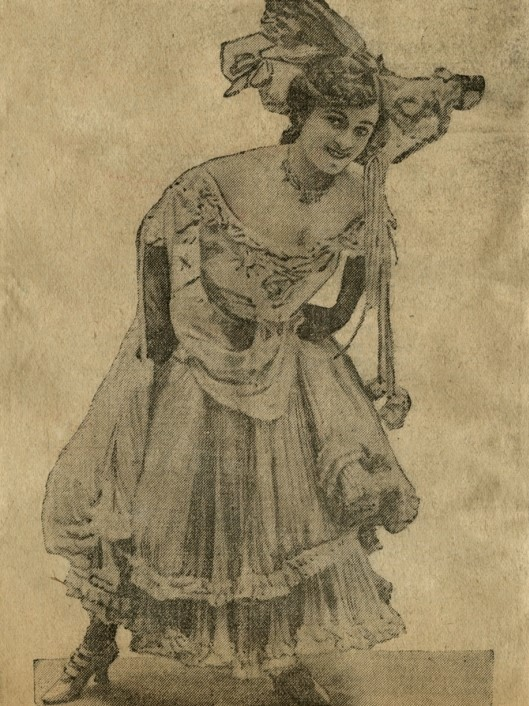
May Boley im Boulevard-Theater-Stück The Hurdy-Gurdy Girl

Hurdy-Gurdy-Girls waren im 19. Jahrhundert Tanzmädchen aus der Wetterau und dem Hüttenberger Land in Nordamerika. Hurdy-Gurdy ist ein englischer Begriff und bedeutet im Deutschen „Drehleier“.

## Geschichte
Die Dörfer im Taunus hinter Butzbach in der Wetterau und das Hüttenberger Land waren Zentren des Fliegenwedel-Handels. Aus den Orten Espa (es gehörte zum Herzogtum Nassau) und Oes (es gehörte damals zu Solms-Braunfels) zogen schon seit den 1820er Jahren jedes Jahr Dörfler nach England und verkauften dort als Landfahrer Fliegenwedel; anschließend kehrten sie mit gut verdientem Geld aus England wieder zurück. Fliegenwedel waren in damaliger Zeit auch in Mitteleuropa wichtig, um die allgegenwärtigen Fliegen abzuwehren; ob die in Heimarbeit gefertigten Fliegenwedel aus Espa besonders wirksam oder besonders schön waren, ist (noch) nicht bekannt. Auf alle Fälle war der Handel der Landfahrer so lukrativ, dass immer mehr Dörfler ihr Geld damit verdienen wollten. Bald wurde auf den Märkten mit Drehleiern (Hurdy-Gurdys) auch Musik gemacht, um Kunden anzulocken, und Frauen und Mädchen, die mitgezogen waren, sangen und tanzten dazu. Seit dem Jahr 1824 zogen auch Bewohner aus Münster, Maibach, Bodenrod, Fauerbach vor der Höhe, Hoch- und Nieder-Weisel ins Ausland, nach England, aber auch nach Russland, Holland und Dänemark, Norwegen, Schweden und Nordamerika, seit 1865 sogar bis nach Kalifornien. 
Es dauerte nicht lange, da wurde das Geschäft mit den Mädchen zur Hauptsache; diese verdingten sich bei den Fliegenwedelhändlern und so gab es in manchen Dörfern keine ledigen jungen Mädchen mehr – diese landeten in Wirtshäusern (Saloons), Tanzhäusern und Bordellen der Neuen Welt. Aus dem Fliegenwedelhandel wurde ein Mädchenhandel zur Förderung der Prostitution. Die vor allem aus dem Hessischen stammenden Hurdy-Gurdy-Girls waren in ganz Amerika verbreitet und unter diesem Namen bekannt. In den Tanzhallen von Goldsucherstädten konnte man für einen Dollar in Goldstaub mit den Mädchen tanzen, die Hälfte des Umsatzes blieb bei ihnen. Zunächst beschränkten sich die Mädchen auf Tanz, in der Goldsucherstadt Virginia City entstanden zwei Tanzschulen. Aus den Hurdy-Gurdy-Girls entwickelten sich dort aber wenig respektierte Prostituierte, die Fancy Ladies genannt wurden. Schon im Jahr 1836 gab es ein Verbot, Schulkinder mitzunehmen, und die Mitnahme „lediger Frauenspersonen“ wurde von Amts wegen eingeschränkt, allerdings ohne großen Erfolg. Die Verlockungen des im Vergleich zur Heimat leicht verdienten Geldes waren zu groß, obwohl viele „gefallene Mädchen“ oft mittellos und krank aus der Fremde zurückkamen.

## Ursache der Landgängerei
Im Jahr 1834 beschrieben Georg Büchner und Friedrich Ludwig Weidig in Butzbach und Gießen im hessischen Landboten die aktuelle Not im Großherzogtum Hessen, welche die Einwohner der armen Dörfer zu Heimarbeit zwang. Nach der Frühjahrsbestellung mussten die im Winter hergestellten Waren – Fliegenwedel, Besen, Schmuckkästchen, Schmuckteller – verkauft werden, man zog deshalb mit ihnen über Land.
Zwischen 1825 und 1875 war die Armut besonders groß. Überbevölkerung, Besitzaufsplitterung und Missernten führten zu Hungersnöten. Viele wanderten deshalb auch aus und so verloren manche Dörfer im Laufe von 50 Jahren bis ca. 1875 die Hälfte ihrer Bevölkerung.

## Sonstiges
Bekannt in Deutschland im 20. Jahrhundert wurde der Begriff Hurdy-Gurdy-Man durch den gleichnamigen Hit des britischen Sängers Donovan aus dem Jahr 1968.